# Kleine weiße Friedenstaube
Kleine weiße Friedenstaube ist der Titel eines in der Deutschen Demokratischen Republik (DDR) beliebten und verbreiteten Kinderliedes. Es besteht aus vier Strophen zu je zwei Versen und wurde bei vielen Gelegenheiten in Kindergärten, Schulen und bei Jungpioniernachmittagen gesungen. Man nannte es deshalb auch das „DDR-Volkslied“ oder „Lied der Jungen Pioniere“.

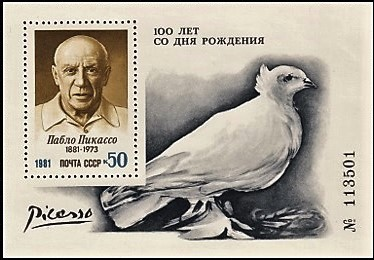
Sowjetische Briefmarke von 1981, die Picasso und seine Friedenstaube aus dem Jahr 1949 darstellt

## Geschichte
Komponiert und getextet wurde es 1949 von der Kindergärtnerin Erika Schirmer aus Nordhausen. Schirmer musste mit ihrer Mutter im Januar 1945 aus ihrer Heimat Schlesien fliehen und landete schließlich in dem nordthüringischen Ort. Es entstand, nachdem sie ein Plakat zum Pariser Weltfriedenskongress von 1949 mit der später als Friedenstaube weltberühmt gewordenen Zeichnung La Colombe von Pablo Picasso gesehen hatte. Ein Einzelhändler im zerstörten Nordhausen hatte das Motiv auf ein notdürftig vernageltes Schaufenster geklebt.„Ich habe gedacht: Du sollst fliegen, Friedenstaube, allen sag es hier, dass nie wieder Krieg wir wollen, Frieden wollen wir“, erinnert sich Schirmer. „Ich habe das Lied dann im Kindergarten meinen Kindern vorgesungen – meine Praktikantinnen haben das Lied mitgenommen, und so ist es eigentlich verbreitet worden.“
Das Lied war Bestandteil der Liederbücher des Verlags Volk und Wissen in der DDR; nach der Übernahme des Verlags durch den Cornelsen Verlag wurde es in den Schulbüchern seit 1990 nicht mehr geführt. Dennoch sind die Verse mit der einfachen Melodie auch heute noch in vielen Ländern bekannt, Pop- und Schlagersänger interpretierten das Kinderlied in den Folgejahren neu.

## Text
Kleine weiße Friedenstaube, fliege übers Land;

allen Menschen, groß und kleinen, bist du wohlbekannt.

Du sollst fliegen, Friedenstaube, allen sag es hier;

dass nie wieder Krieg wir wollen, Frieden wollen wir.

Fliege übers große Wasser, über Berg und Tal;

bringe allen Menschen Frieden, grüß sie tausendmal.

Und wir wünschen für die Reise Freude und viel Glück;

kleine weiße Friedenstaube, komm recht bald zurück.